# Mount Ruhnke
Mount Ruhnke är ett berg i Antarktis. Det ligger i Östantarktis. Norge gör anspråk på området. Toppen på Mount Ruhnke är 2 535 meter över havet.
Terrängen runt Mount Ruhnke är kuperad åt sydost, men åt nordväst är den platt. Trakten är obefolkad. Det finns inga samhällen i närheten.